# Panzer Dragoon
Panzer Dragoon (Japans: パンツァードラグーン) is een computerspel dat werd ontwikkeld door Team Andromeda en uitgegeven door Sega. Het spel kwam in 1995 uit voor het platform Sega Saturn.

## Spel
Het spel speelt zich af duizenden jaren na de oorlog tussen de mensheid en de door hen zelf gemaakte half biologische, half cybernetische wapens. De mens begint langzaam weer controle op de situatie te krijgen. Klein primitieve stammen vinden langzaamaan manieren om te overleven in het landschap dat is gevuld met monsters. Een van deze stammen is de Imperials. Zij ontdekken een toren die door de eeuwen heen is blijven bestaan en technologie herbergt om de controle terug te winnen over de monsters. In plaats van deze kennis aan te wenden wil iedereen deze hebben en overheersen. De speler speelt Keil Fluge, die tijdens het jagen betrokken wordt in een gevecht tussen twee draken. Er ontstaat een geestelijke band met een zo'n draak, de blauwe draak. Keil en de blauwe draak gaan de strijd aan tegen de Imperials om de wereld van een tweede ondergang te weerhouden.

## Platforms
| Jaar | Platform      |
| ---- | ------------- |
| 1995 | SEGA Saturn   |
| 1997 | Windows       |
| 2006 | PlayStation 2 |

## Ontvangst
| Beoordeeld door                     | Platform    | Datum            | Score |
| ----------------------------------- | ----------- | ---------------- | ----- |
| HonestGamers                        | SEGA Saturn | 13 mei 2008      | 100%  |
| Digital Press - Classic Video Games | SEGA Saturn | 14 november 2003 | 90%   |
| Mega Fun                            | SEGA Saturn | juli 1995        | 86%   |
| Game Players                        | SEGA Saturn | augustus 1995    | 85%   |
| PC Games (Duitsland)                | Windows     | januari 1997     | 85%   |
| Electronic Gaming Monthly (EGM)     | SEGA Saturn | juli 1995        | 84%   |
| MAXIMUM Magazine                    | SEGA Saturn | oktober 1995     | 80%   |
| Power Play                          | Windows     | februari 1997    | 69%   |
| Privat Computer PC                  | Windows     | 1997             | 65%   |
| Reset                               | Windows     | mei 1997         | 60%   |

## Remake
Een remake van Panzer Dragoon werd ontwikkeld door MegaPixel Studio en uitgegeven door Forever Entertainment. Het spel kwam uit op 26 maart 2020 voor de Nintendo Switch en bevat verbeterde graphics en een nieuwe besturingstechniek waarbij de tweede joystick van de joy-con kan worden gebruikt.
De remake werd gemiddeld ontvangen in recensies. Men prees de moderne verbeteringen in het spel, maar kritiek was er wederom op de korte lengte en lage moeilijkheidsgraad van het spel. 